# Ustrem Sofia
Ustrem Sofia (bułg. СК "Устрем" (София)) – bułgarski klub piłkarski z siedzibą w stolicy kraju, mieście Sofia, działający w latach 1923–1945.

## Historia
Chronologia nazw:
- 1923: Goce Dełczew Sofia (bułg. СК "Гоце Делчев" (София))
- 1934: Makedonia Sofia (bułg. СК "Македония" (София)) – po fuzji z Pobeda Razsadnika
- 1935: Ustrem Sofia (bułg. СК "Устрем" (София)) – po dołączeniu kilku niezorganizowanych klubów
- 26.03.1945: klub rozwiązano - po fuzji z Pobeda, Botew i Swoboda, tworząc Septemwri Sofia

Klub Sportowy o nazwie Goce Dełczew został założony w Sofijskiej dzielnicy Macedońskiej, obecnie rejon Sweta Troica i Zacharna fabrika, w 1923 roku przez społeczność macedońską. Przez długi czas po powstaniu klub funkcjonował wyłącznie jako zespół osiedlowy, grając mecze nieoficjalne. W 1934 roku klub połączył się z sąsiednim zespołem osiedlowym "Pobeda Razsadnika" i zmienił nazwę na Makedonia. Na początku 1935 roku do klubu dołączyło kilka niezorganizowanych klubów, a nazwa klubu została zmieniona na Ustrem. W sezonie 1937/38 zespół zwyciężył w Sofijskiej trzeciej dywizji i zdobył promocję do drugiej dywizji. W następnym sezonie 1938/39 znów został mistrzem dywizji i awansował na pierwszy poziom rozgrywek Mistrzostw Sofii. W debiutowym sezonie 1939/40 zajął drugie miejsce w pierwszej dywizji. Ale w 1940 roku nastąpiła reorganizacji mistrzostw Bułgarii, wskutek czego 6 drużyn z Sofii, grające w Nacionałnej futbołnej diwiziji, oraz mistrz I dywizji Sofijskiej utworzyli pierwszą dywizję mistrzostw Sofii, a Ustrem został zdegradowany do drugiej dywizji. 26 marca 1945 roku, wraz z trzema innymi klubami (Pobeda, Botew i Swoboda), połączył się z Septemwri (Sofia) i przestał istnieć.

## Barwy klubowe, strój, herb, hymn
Klub ma barwy biało-zielone. Początkowo barwy drużyny były czerwono-czarne, potem czerwono-białe. Piłkarze domowe spotkania zazwyczaj grają w białych koszulkach, białych spodenkach oraz białych getrach.

## Sukcesy

### Trofea międzynarodowe
Do chwili obecnej klub jeszcze nigdy nie zakwalifikował się do rozgrywek europejskich.

### Trofea krajowe
| \| \| Zdobyte trofea w rozgrywkach Bułgarii (stan na: 31-05-2024) \| |                                                             |      |                    |
| Rozgrywki                                                            | Osiągnięcie                                                 | Razy | Sezon(y)           |
| · Mistrzostwo                                                        | I miejsce                                                   | 0    |                    |
| · Mistrzostwo                                                        | II miejsce                                                  | 0    |                    |
| · Mistrzostwo                                                        | III miejsce                                                 | 0    |                    |
| Puchar                                                               | zdobywca                                                    | 0    |                    |
| Puchar                                                               | finalista                                                   | 0    |                    |
| II liga                                                              | I miejsce                                                   | 0    |                    |
| II liga                                                              | II miejsce                                                  | 1    | 1939/40 (gr.Sofia) |
| II liga                                                              | III miejsce                                                 | 0    |                    |
| Bułgaria                                                             | Zdobyte trofea w rozgrywkach Bułgarii (stan na: 31-05-2024) |      |                    |

- II sofijska diwizija (D3):
  - mistrz (1x): 1938/39 (gr.Sofia)

## Poszczególne sezony

### Rozgrywki międzynarodowe

#### Europejskie puchary
Nie uczestniczył w rozgrywkach europejskich.

### Rozgrywki krajowe
| \| Bułgaria \| Bilans występów klubu w rozgrywkach piłkarskich Bułgarii (Stan na 31 maja 2025 r.) \| \| |                                                                                    |        |       |   |   |   |    |    |     |                    |        |        |      |
| Poziom                                                                                                  | Rozgrywki                                                                          | Sezony | Mecze | Z | R | P | B+ | B– | Pkt | Lata               | Awanse | Spadki | Naj. |
| I | Nacionałna futbołna diwizija / Dyrżawno pyrwenstwo                                 | 0      |       |   |   |   |    |    |     |                    | 0      | 0      |      |
| II | B RPG / Wtora PFG / Pyrwa PFL / B PFG / Wtora PFL                                  | 1      |       |   |   |   |    |    |     | 1939/40            | 0      | 1      | 2    |
| III | Treta amatorska futbołna liga                                                      | 6      |       |   |   |   |    |    |     | 1938/39, 1940–1945 | 1      | 0      | 1    |
| IV | Obłastna futbołna liga                                                             | 1+     |       |   |   |   |    |    |     | 192?–1938          | 1      | 0      | 1    |
| | Puchar Bułgarii                                                                    | 0      |       |   |   |   |    |    |     |                    | 0      | 0      |      |
| Bułgaria                                                                                                | Bilans występów klubu w rozgrywkach piłkarskich Bułgarii (Stan na 31 maja 2025 r.) |        |       |   |   |   |    |    |     |                    |        |        |      |

## Struktura klubu

### Stadion
Drużyna rozgrywała swoje mecze domowe w Sofii na swoim stadionie, który znajdował się w pobliżu stacji Zacharna fabrika, za obecną Szkołą Techniczną Henry'ego Forda i linią kolejową. Stadion nie posiadał trybun, ale mógł pomieścić około 4000 widzów. 

## Kibice i rywalizacja z innymi klubami

### Derby
- AS 23 Sofia
- Benkowski Sofia
- Botew Sofia
- Grafik Sofia
- Lewski Sofia
- Rakowski Sofia
- SK Sofia
- Sławia Sofia
- Sportist Sofia
- Szipka Sofia
- ŻSK Sofia